# Kaktus-Maler
Der mit dem Notnamen benannte Kaktus-Maler (englisch Cactus Painter) war ein attischer Vasenmaler des Schwarzfigurigen Stils. Seine Werke werden ins späte 6. und frühe 5. Jahrhundert v. Chr. datiert.
Der Kaktus-Maler gehörte zur Leagros-Gruppe und verzierte in ausschließlich Lekythen. Der Vasenmaler zeichnete Bilder von besonderer Feinheit und übertraf damit viele andere Künstler der Leagros-Gruppe. Seinen modernen Notnamen erhielt der Kaktus-Maler wegen der stacheligen, birnenförmigen Früchte, die seine Palmettenranken verzierten.